# Koprivnica (Słowacja)
Koprivnica – wieś i gmina (obec) w powiecie Bardejów w kraju preszowskim w północno-wschodniej Słowacji. W 2011 roku liczyła 688 mieszkańców.

## Historia
Pierwsza wzmianka o tej miejscowości pochodzi z roku 1283.

## Geografia
Centrum wsi położone jest na wysokości 223 m n.p.m. Powierzchnia terenu katastralnego wsi wynosi 14,157 km².